# Azurina eupalama
Azurina eupalama är en fiskart som beskrevs av Heller och Snodgrass, 1903. Azurina eupalama ingår i släktet Azurina och familjen Pomacentridae. IUCN kategoriserar arten globalt som akut hotad. Inga underarter finns listade.